# 櫻井もも
櫻井 もも（さくらい もも、2004年4月13日 - ）は、日本のアイドル、声優。指原莉乃プロデュースの女性アイドルグループ・≠MEのメンバーである。神奈川県出身。 愛称は、ももきゅん。代々木アニメーション学院所属。

## 略歴

### ノンスウィート時代
- 2017年1月1日、アイドルグループ・ノンシュガーの2期生メンバー（ノンシュガーノンスウィート）として加入[2]。
- 2017年6月4日、グループ名がノンスウィートに改名。
- 2017年11月6日、松竹芸能に所属[3]。
- 2018年8月17日、同月26日のライブをもって解散することが発表された[4]。

### ≠ME時代

#### 2019年
- 1月26日、=LOVEの姉妹グループオーディションの最終審査に合格。
- 2月24日、≠MEのお披露目会見が行われ、≠MEのメンバーとして正式に発表された。

#### 2021年
- 10月27日、体調不良のため11月1日の『≠ME 1st Tour～やっぱり、恋をした～』ツアーファイナルをもって活動を休止することを発表した[5]。

#### 2022年
- 3月17日、YouTubeの生配信『ノイミー教えて2年目突入記念！大決起集会SP』の冒頭でサプライズ登場し、活動再開となることを発表した[6]。
- 11月19日、5thシングル「はにかみショート」収録されるカップリング曲「桃色デイブレイク」のミュージックビデオが公開され、センターを務めることが発表された[7]。翌日11月20日に「≠ME 全国ツアー2022『もしこれが恋ならば君しか無理なんだよ』」広島・上野学園ホール公演にて初披露された[8][9]。

#### 2023年
- 3月3日、個人Instagramを開設[10]。
- 6月29・30日、「≠ME 全国ツアー2023『We shout I am "me".』」日本武道館公演にてドラム演奏を披露した[1][11][12]。
- 5月14日、「歌のシン・トップテン」（日本テレビ）に冨田菜々風と共に出演[13]。

#### 2024年
- 7月15日、≠ME 全国ツアー2024「やっと、同じクラス」神奈川県・横浜アリーナ公演が凱旋公演として行われ、夜公演で＝LOVEの「この空がトリガー」をソロで披露した[14]。
- 12月25日、個人Tiktokを開設[15]。

#### 2025年
- 3月2日、国⽴代々⽊競技場 第⼀体育館で行われた「CREATEs presents IDOL RUNWAY COLLECTION 2025 Supported by TGC」にてファッション雑誌「LARME」とのコラボレーションステージに出演[16]。
- 3月31日、＝LOVE・齋藤樹愛羅と共にメインパーソナリティーを務めるラジオ番組「＃C-pla presents ＝LOVE齋藤樹愛羅・≠ME櫻井もものしーぷらじお」が文化放送にて4月6日より開始することが発表された[17][18]。

## 人物
- 愛称は、ももきゅん[1]。
- 「ツインテールアタック」や「ピーチクラッシュ」等の必殺技を持っている[1]。
- 好きな食べ物はいちごとマカロン[1]。
- 歌唱力に定評があり、ノイミーの歌姫と言われている[1]。休養中にリリースされた3rdシングルの楽曲も指原や制作スタッフからの打診で歌唱のみ参加している。
- メンバーで同い年の永田詩央里とのコンビ名は「はっぴーせっと」[19][12]。
- =LOVEの齋藤樹愛羅、BEYOOOOONDSの清野桃々姫と大の仲良しであり、齋藤と2人で「きゅあらもーど」、清野も含めた3人で「ぷりんきゅあらもーど」[20]。2024年2月に放送されたスカパーBEYOOOOONDS12時間生放送SPの清野のコーナーに齋藤と共にゲスト出演した。
- モーニング娘。の岡村ほまれやいぎなり東北産の橘花怜等、他のアイドルグループのメンバーとの交流も多い。

## 参加楽曲

### ≠ME

#### シングル
- 君はこの夏、恋をする
  - ミラクル!
  - 薄明光線
  - 超絶ヒロイン
- まほろばアスタリスク
  - 好きだ!!!
  - ワタシアクセント
- チョコレートメランコリー - 休養期間中のリリースの為、歌唱のみの参加[21]。
  - 君はスパークル
  - 虹が架かる瞬間
- す、好きじゃない!
  - 僕たちのイマージュ
  - こちらハッピー探検隊
- はにかみショート
  - 桃色デイブレイク - センター

- 天使は何処へ
  - このままでモーメンタリ
  - マシュマロフロート
- 想わせぶりっこ
  - フロアキラー
  - 月下美人
  - デートの後、22時
- アンチコンフィチュール
  - 初恋カムバック
  - ヒロインとオオカミ
- 夏が来たから
  - ごめん、マジで
  - 最強のラブソング
- モブノデレラ/神様の言うとーり!
  - モブノデレラ
  - 神様の言うとーり!

#### アルバム
- 超特急 ≠ME行き
  - クルクルかき氷
  - 自分賛歌
  - 秘密インシデント
  - ポニーテール キュルン
  - てゆーか、みるてんって何?
- Springtime In You
  - 偶然シンフォニー
  - 春の恋人
  - ラストチャンス、ラストダンス

#### 配信楽曲
- ≠ME
- トリプルデート - =LOVE、≠ME、≒JOYの3グループ合同ユニット・イコノイジョイによる合同楽曲[22]。

#### オリジナル楽曲
- 君の音だったんだ - =LOVEのシングル『ズルいよ ズルいね』に収録
- 君と僕の歌 - =LOVEのシングル『CAMEO』に収録
- P.I.C. - =LOVEのシングル『青春“サブリミナル”』に収録

#### 未音源化
- 次に会えた時 何を話そうかな - =LOVEと≠MEの総勢24人による合同楽曲[23]。

## 出演

### テレビ番組
- 歌のシン・トップテン（2023年5月14日、日本テレビ） - 冨田菜々風と共に高橋真梨子の「for you…」を披露。
- BEYOOOOONDS 12時間生放送SP（2024年2月24日、CSテレ朝チャンネル1）

### テレビアニメ
- シャインポスト （2022年、女子高生）
- 最近雇ったメイドが怪しい（2022年、カフェで働く女子大生）
- 齢5000年の草食ドラゴン、いわれなき邪竜認定 season2（2024年、漆黒の血の女）
- 魔王様、リトライ!R（2024年、ガーディアンエンジェル）
- 甘神さんちの縁結び season2（2025年、女子生徒A役）

### WEB番組
- 3年C組 指原×翔太（2025年4月17日、Amazon Prime Video） - 鈴木瞳美、冨田菜々風と共に。
- まいにち賞レース（2025年5月21日、テレビ朝日公式YouTubeチャンネル） - 週替わりMC[24]。

### ラジオ
- ＃C-pla presents ＝LOVE齋藤樹愛羅・≠ME櫻井もものしーぷらじお（2025年4月6日 - 、文化放送） - ＝LOVE・齋藤樹愛羅と共にメインパーソナリティー。毎週日曜日。

### 舞台
- ≠ME ACT LIVE「おジャ魔女どれみドッカ～ン！」（2022年5月15日 - 22日、品川プリンスホテル ステラボール） - コロンチーム・藤原はづき 役（ジュエリーチーム・菅波美玲とWキャスト）[25]

### ゲーム
- シャインポスト Be Your アイドル！（2025年、琴森愛莉）[26]

### イベント
- IKONOIJOY Puzzle1周年記念イベント（2024年12月18日、都内某所） - ＝LOVE・瀧脇笙古、≒JOY・市原愛弓と共に。

## 書籍

### 雑誌
- ≠PRESS 2020 SEPTEMBER（2020年9月号、HUSTLE PRESS）
- Top Yell NEO（竹書房）
  - 2020 SPRING（2020年9月30日）- 永田詩央里と共に。
  - 2022~2023（2022年12月28日）
- 月刊エンタメ（徳間書店）
  - 2022年11月号（2022年9月29日） - 鈴木瞳美、本田珠由記と共に。
  - 2023年9・10月合併号（2023年7月28日）
- BOMB 2022年12月号（2022年11月9日、ワン・パブリッシング）- 蟹沢萌子、菅波美玲、鈴木瞳美、谷崎早耶、冨田菜々風と共に。
- BIG ONE GIRLS 2023年1月号（2022年11月30日、近代映画社）- 蟹沢萌子、冨田菜々風と共に。
- blt graph. （東京ニュース通信社）
  - vol.108（2024年12月26日）- 「20±SWEET 2025」のアザーカット掲載。
  - vol.109（2025年1月31日） - 「20±SWEET 2025」のアザーカット掲載。
- B.L.T. 2025年2月号（2024年12月27日、東京ニュース通信社） - 「20±SWEET 2025」のアザーカット掲載。
- 20±SWEET 2025 JANUARY（2025年1月10日、東京ニュース通信社）
- LARME 065（2025年6月17日、LARME） - 本田珠由記と共に。